# Susanne Engel
Susanne Engel (* 5. September 1964 in Wunsiedel) ist eine deutsche Juristin, Richterin und Gerichtspräsidentin. Sie ist  seit dem 16. Mai 2018 Präsidentin des Thüringer Landesarbeitsgerichts. Damit ist sie die erste Frau, die zur Präsidentin an einem obersten Gericht des Freistaates Thüringen ernannt wurde.

## Karriere
Engel studierte in Würzburg Rechtswissenschaften und trat 1992 in die Arbeitsgerichtsbarkeit des Freistaates Thüringen ein.
1995 wurde sie als Richterin an das Arbeitsgericht Erfurt abgeordnet.
Sie leitete wiederholt kommissarisch das Arbeitsgericht Erfurt, bevor sie zwei Jahre an das Bundesarbeitsgericht abgeordnet wurde. Seit 2006 war sie am Thüringer Landessozialgericht als Beisitzerin tätig. 2007 wechselte sie an das Thüringer Landesarbeitsgericht. 2010 erfolgte hier ihre Ernennung zur Vorsitzenden Richterin am Landesarbeitsgericht. 2011 wurde sie dort Referentin für Öffentlichkeitsarbeit.
Engel ist ausgebildete Mediatorin und hatte Lehraufträge an der Hochschule für angewandte Wissenschaften in Hof. Im Sommersemester 2010 beteiligte sie sich an einem Moot Court, der im Studiengang Wirtschaftsrecht im Rahmen der Veranstaltung Atypische Arbeitsverhältnisse von Jürgen Kemper stattfand.
Susanne Engel ist seit dem 16. Mai 2018 Präsidentin des Thüringer Landesarbeitsgerichts. Damit ist sie die erste Frau, die zur Präsidentin an einem obersten Gericht des Freistaates Thüringen ernannt wurde.

## Positionen
Nach Ansicht von Susanne Engel bringt der 2021 diskutierte gesetzliche Anspruch auf Homeoffice auch Risiken mit sich. Sie sieht nicht nur wegen der ständigen Erreichbarkeit die Gefahr einer Selbstausbeutung, sondern weist auch darauf hin, dass das Sozialgefüge verloren gehen könne. Der Einfluss von Interessenvertretungen der Arbeitnehmer könne schwinden und der Austausch des Kreativpotentials in der Belegschaft gebremst werden. Außerdem sei die Einhaltung der Schutzrechte in Bezug auf Arbeitsbedingungen, Arbeitszeit, Arbeitssicherheit und Datenschutz schwer zu überprüfen. Sie befürworte Homeoffice, wo es möglich sei, und habe dabei auch die Vereinbarkeit von Beruf und Familie und gegebenenfalls auch Pflege im Blick. Bereits 2018, nach ihrem Amtsantritt am Landesarbeitsgericht, habe sie dort eine Dienstvereinbarung für das mobile Arbeiten getroffen.

## Publikationen (Auswahl)
- Klaus Füßer, Susanne Engel: Die allgemeine Wartefrist des §6 Abs.2 Nr.1 BNotO: Verfassungswidriger Wettbewerbsschutz im Berufsrecht der Anwaltsnotare? In: Das Anwaltsblatt, 1998, S. 12 ff.
- Susanne Engel: Die ersten praktischen Erfahrungen beim Thüringer Landesarbeitsgericht, dem Pilotgericht. In: Jacob Joussen, Hannes Unberath (Hrsg.): Mediation im Arbeitsrecht: Tagung vom 25./26. April 2009, Beck Verlag, München 2009, ISBN 978-3-406-59601-8, S. 153–162.